# Torre de Leoz
La Torre o caserío de Leoz fue un antiguo señorío en la frontera del Reino de Navarra con el de Aragón.  Formó parte del municipio de Fustiñana (Navarra) y hoy pertenece a la Comunidad de Bardenas Reales.

## Señorío de la Torre de Leoz
Situado en la frontera de los antiguos reinos de Navarra y Aragón, el señorío de las Torres o Torre de Leoz fue creado el 15 de mayo de 1447 por don Carlos, Príncipe de Viana, y donado a su consejero mosén Pedro de Veraiz, alcalde de la corte pamplonesa, en remuneración de sus servicios:  
..damos é otorgamos é facemos gratia donacion é transportación a vos Don Pedro de Veraiz é al vuestros sucesores de aquella tierra blanca que á nos pertenece en el termino llamado el Congosto de Fustinyana é partenuiga con el término de Taust afrenta de la una parte con el dicho Congosto con la acequia que va á Taust é con la carrera que va de Fostiñana á Taust la qual tierra seha ser monte é aora es regadío por razón de la dicha cequia...

La superficie del señorío fue de 300 robadas, es decir 27 hectáreas, de las que algunas de ellas ya eran de regadío en la fecha de la donación. Tres años antes de la creación del señorío de la Torre de Leoz, en 1444, el Príncipe de Viana había otorgado a la villa de Tauste el privilegio de alargar y ensanchar la antigua acequia de Cabanillas y Fustiñana haciendo llegar el agua hasta su término y transformando con ello muchas tierras "de monte" en regadío.     Así, parte de las "tierras blancas" de las que nos habla el documento de la donación, situadas en el término conocido como "Congosto de Fustiñana", se convirtieron de secano en regadío y de ser propiedad de la monarquía navarra, en un nuevo señorío del antiguo reino de Navarra.
A lo largo de la historia se ha conocido también este señorío como Torre de Veraiz, Torres de Congosto y/o Torre de Apérregui.  Ha variado a lo largo del tiempo teniendo en cuenta, algunas veces, el apellido del propietario.

## Los Apérregui de Tudela
La Casa de los Apérregui de Tudela que gozaba asiento en las antiguas Cortes del Reyno de Navarra, fue dueña del señorío al menos desde 1700 y, en consecuencia, vecinos foráneos de la villa de Fustiñana.
A pesar de que el Valle del Roncal tuvo siempre el derecho de las hierbas de Bardenas Reales desde el siglo XI, en 1732, Gregorio de Apérregui consiguió, gracias a una sentencia del Consejo Real de Navarra que su propiedad de Torre de Leoz estuviera libre, poniendo el límite de pastos a los roncaleses en el barranco de Congosto de Fustiñana.
Francisco de Apérregui, teniente coronel, y Baltasar de Apérregui, regente de la Real Audiencia de Aragón, propietarios indiviso de la Torre, dirigieron al rey Carlos III en 1782 una representación quejándose de la empresa de los Canales y en particular, de su rector Pignatelli que pretendió hacerles pagar una contribución por el uso del agua del canal de Tauste.
Con la abolición del régimen señorial en 1837, la Torre de Leoz pasó a la jurisdicción de la villa de Fustiñana.

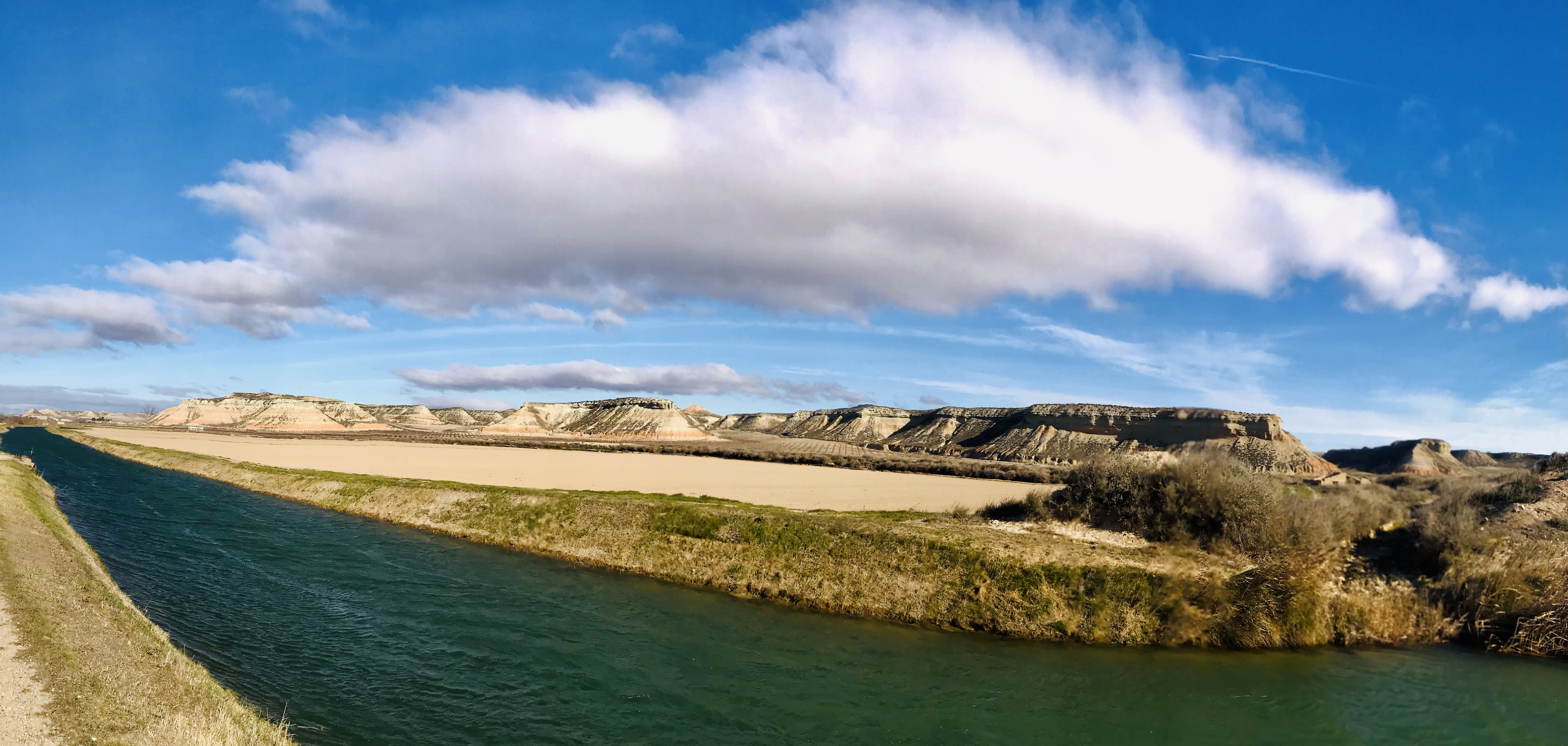
Tierras del antiguo señorío de la Torre de Leoz

## La jurisdicción eclesiástica
El historiador fustiñanero Juan Pascual Esteban Chavarría apunta que la parroquia de Fustiñana defendió siempre su derecho al cobro de las primicias del lugar:  ganó todos los pleitos que tuvo con la parroquia de Buñuel (1704 y 1756), con la misma Casa de Apérregui (1715) y un ruidoso pleito con la parroquia tudelana de Santa María Magdalena (1778). 
Durante este siglo XVIII el vicario de Fustiñana dictó excomunión contra aquellos vecinos de la Torre que no habían cumplido con el precepto pascual,  como era habitual en esos tiempos.   Este dato nos indica, sin duda alguna, que  la "cura de almas" de las gentes de la Torre y su jurisdicción eclesiástica pertenecía a la parroquia de Fustiñana.      
El Diccionario Geográfico - Histórico de España de 1802  señala que cerca había una ermita dedicada a Santa Engracia.  Se trata de una ermita situada en territorio aragonés y, aunque próxima a la Torre de Leoz ya que estaba a menos de 2 kilómetros, se ubicaba en el término municipal de Tauste. López Sellés, en su estudio "Contribución a un catálogo de ermitas de Navarra agrega esta ermita de santa Engracia al catálogo navarro, en concreto a la villa de Fustiñana, pero lo hace erróneamente. Fustiñana contó con una ermita dedicada a Santa Engracia que es la actual ermita de santa Lucía. La ermita cercana a la Torre de Leoz dedicada a santa Engracia y a san Jorge fue lugar de peregrinación de los taustanos cada 23 de abril —día de san Jorge— pero nunca estuvo dentro de la jurisdicción eclesiástica de Fustiñana.      

## Explotación agrícola
Señala Madoz en su Diccionario  de 1850 que el terreno es llano, secano y regadío, todo de buena calidad; produce cereal y especialmente trigo.
En la actualidad (año 2022) el terreno sigue produciendo cereal, también cuenta con una gran extensión de almendros regados a goteo y, al estar junto al Canal de Tauste, siempre se ha cultivado productos hortícolas. 

## Ubicación
Situado al sureste de las Bardenas Reales, junto al Canal de Tauste, “ a un quarto de legua de la villa de Fustiñana” en la muga de Navarra con la provincia de Zaragoza. 

Cruza el paraje la carretera NA-126, (Tudela- Tauste) desde el kilómetro 21 al 22 en dirección este - oeste y el barranco de la Torre de Leoz  que recoge las aguas de las Bardenas, de norte a sur, desembocando en el río Ebro.  En el kilómetro 21,900, después de cruzar el puente del barranco citado, hay un camino en dirección al canal de Tauste por el que se puede llegar hasta el lugar de las antiguas casas que conformaron el pequeño núcleo poblacional.  

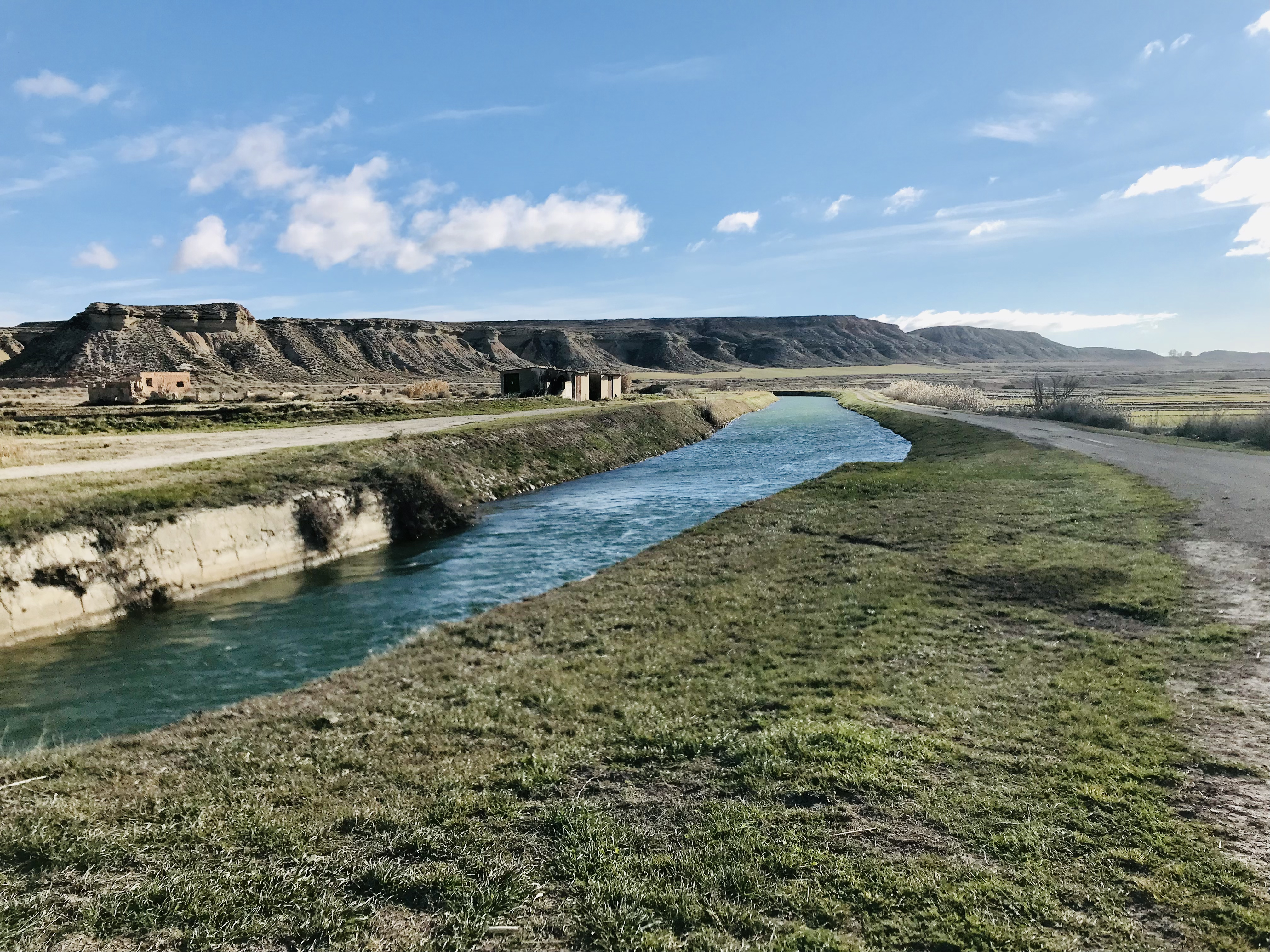
Canal de Tauste. Lado izquierdo Torre de Leoz
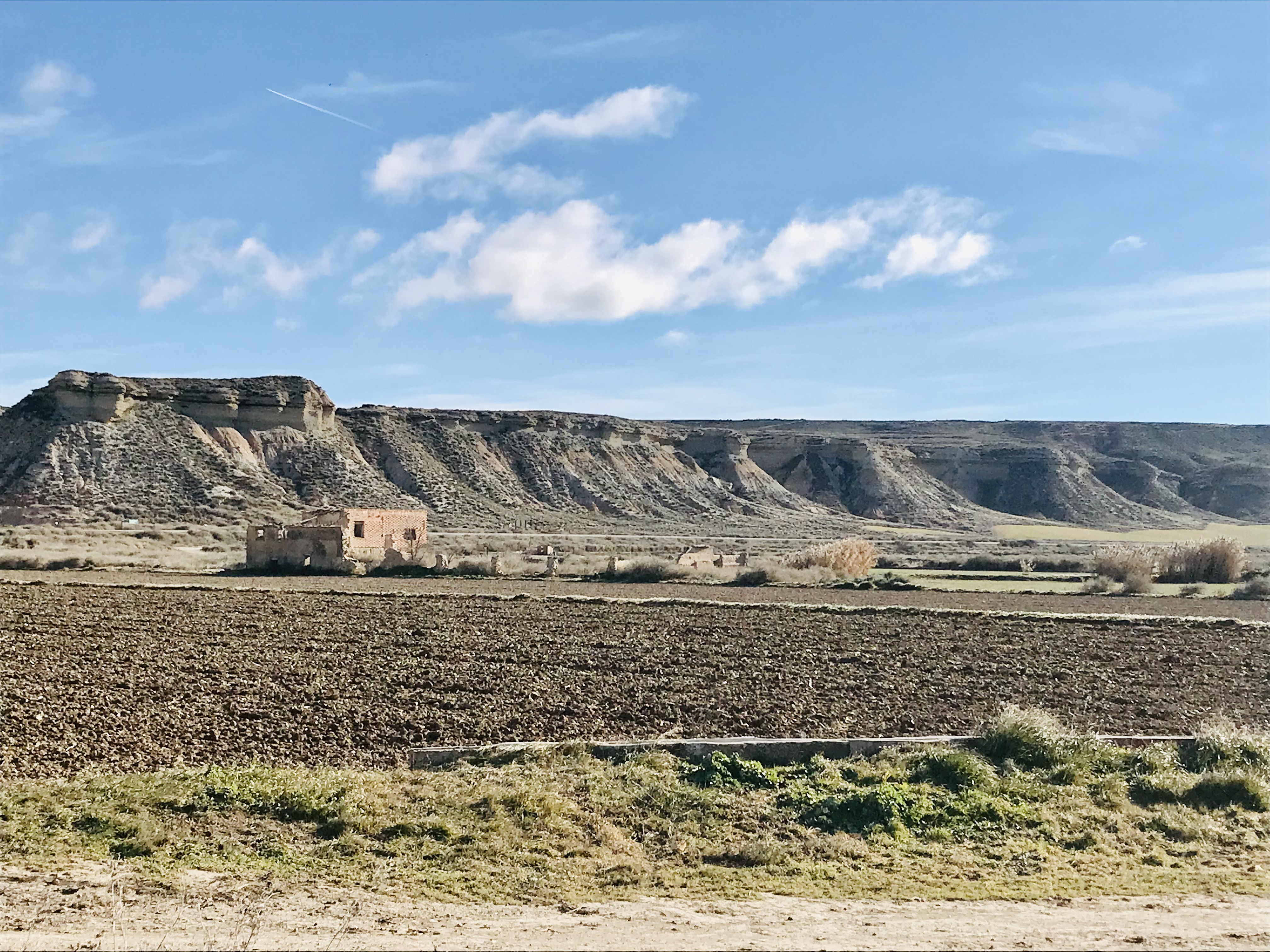
Ruinas de las casas de labranza de la Torre de Leoz.  Desde 1981 es un despoblado

## Población
Las casas de labranza de Torre de Leoz mantuvieron una población permanente desde que se creó el señorío en 1447 hasta 1981, año en el que se fueron sus dos últimos habitantes y se convirtió en un despoblado.    
Sus habitantes se contabilizaron en el censo de la villa de Fustiñana.

## La "Peña del Sol"
Uno de los lugares más emblemático de este paraje es el cabezo conocido como Peña del Sol.  Su nombre es muy acertado ya que le da el sol a todas las horas del día, desde el amanecer hasta el ocaso. En su cara sur cuenta con una "ventana" natural en el cortado vertical.  Se puede subir fácilmente por la cara noroeste y tiene una vista privilegiada sobre el Ebro, el canal de Tauste y las tierras del antiguo señorío de Leoz. Tiene una altitud de 290 metros en su cima.